# 古川民主病院
古川民主病院（ふるかわみんしゅびょういん）は、公益財団法人宮城厚生協会が宮城県大崎市に設置する病院。

## 概要
1976年5月、古川民主診療所として荒川小金町に開設。1987年6月に現在地に新築・移転。1988年増築。
全日本民主医療機関連合会（民医連）に加盟している。

## 診療科
- 内科[2]
- 小児科[2]
- 歯科[2]
- 矯正歯科[2]
- 小児歯科[2]
- 歯科口腔外科[2]
- 呼吸器内科[2]
- 消化器内科[2]
- 循環器内科[2]

## 医療機関の認定
（この節の出典）
- 保険医療機関
- 労災保険指定医療機関
- 原子爆弾被害者医療指定医療機関
- 原子爆弾被害者一般疾病医療取扱医療機関
- 指定自立支援医療機関（更生医療）
- 指定自立支援医療機関（精神通院医療）
- 臨床研修病院
- 公害医療機関
- 身体障害者福祉法指定医の配置されている医療機関
- 特定疾患治療研究事業委託医療機関
- 生活保護法指定医療機関（中国残留邦人等の円滑な帰国の促進並びに永住帰国した中国残留邦人等及び特定配偶者の自立の支援に関する法律〔平成6年法律第30号〕に基づく指定医療機関を含む。）
- 在宅療養支援病院
- 結核指定医療機関
- 無料低額診療事業実施医療機関

## 交通アクセス
- JR東北新幹線・陸羽東線「古川駅」東口より徒歩10分[3]

## 関連施設
- 公益財団法人宮城厚生協会 - 当院運営法人。
- 坂総合病院 - 公益財団法人宮城厚生協会が塩竈市に設置。
- 長町病院 - 公益財団法人宮城厚生協会が仙台市太白区に設置。
- 泉病院 - 公益財団法人宮城厚生協会が仙台市泉区に設置。

## 周辺
- 古川ももの木保育園
- 白梅幼稚園
- 宮城第一信用金庫キャッシュサービスコーナー